# Podul Beška
Podul Beška (în sârbă Мост код Бешке sau Most kod Beške) este un pod din beton ce traversează fluviul Dunărea în apropierea satului Beška din regiunea autonomă Voivodina a Serbiei și se află pe autostrada A1 (parte componentă a drumului european E75). El este format din două construcții identice din beton precomprimat, care au fost deschise traficului rutier în 1975 și, respectiv, în 2011. Având o lungime totală de 2.205 m, el este cel mai lung pod de pe Dunăre.
Primul pod a fost proiectat de arhitectul Branko Žeželj, care a proiectat, de asemenea, clădirea Sălii nr. 1 a Târgului Expozițional din Belgrad, Podul Žeželj din Novi Sad și gara Prokop din Belgrad. A fost construit de compania Mostogradnja în perioada 1971-1975. Podul a fost bombardat de două ori și parțial distrus în timpul bombardamentelor NATO din Serbia din perioada 1-21 aprilie 1999, dar a fost reparat temporar imediat după sfârșitul bombardamentelor și redeschis pe 19 iulie 1999, ca o parte importantă a drumului european E75.
Un pod geamăn nou care să preia traficul din zona de nord a țării a fost construit chiar lângă cel vechi, între 2008 și 2011, de către un consorțiu condus de grupul austriac Alpine Bau și a fost deschis pe 3 octombrie 2011. După deschiderea acestuia, vechiul pod a fost închis pentru reconstrucție și redeschis în cele din urmă în august 2014. Valoarea totală a lucrărilor executate a fost de 33,7 milioane de euro și a fost finanțată printr-un credit contractat de la BERD.
Podul permite trafic de autostradă pe drumul european E75 din Serbia, având două benzi de circulație, o bandă pentru traficul greu și două benzi pietonale.

## Legături externe
- http://www.yu-build.com/main/f/063/063.html
- http://www.plovput.rs/plovni_put_mostovi_full_1232.htm%5Bnefuncțională%5D
- Aerial video of the Beška Bridge